# 栅栏组织

叶片纵切面，示上表皮内的柵欄細胞（呈竖长方形）

栅栏组织(palisade cell)，又称柵欄細胞或柵狀細胞，是葉肉組織中的一群細胞。主要分布在植物的葉片之中。乃因應光合作用而特化出來的細胞。

## 特點
1. 屬於薄壁細胞--利於各種物質的進出，特別是使植物易於吸收光線。
2. 內含大量的葉綠體。
3. 各個細胞排列緊密，呈現柵狀，即其名稱之來由。